# يوهي ماروموتو
يوهي ماروموتو (باليابانية: 丸本 侑平) (21 مايو 1991 في فوكوكا في اليابان – )؛ هو لاعب كرة قدم ياباني سابق كان يلعب كلاعب وسط.

## وصلات خارجية
- يوهي ماروموتو على موقع رابطة كرة القدم اليابانية للمحترفين (اليابانية)